# Židovský hřbitov v Kořeni
Židovský hřbitov v Kořeni, založený mezi lety 1825 a 1831, leží východně od vsi Kořen v remízku na stráni nad Kořenským potokem. Vede k němu polní cesta odbočující doprava z ohybu ulice v severovýchodní části vesnice.
Jedná se o pozemkovou parcelu číslo 76 na katastrálním území vsi patřící do majetku české Federace židovských obcí. Poslední obřad zde proběhl roku 1936, v době nacistické okupace pak byl zdevastován a ponechán bez péče až do roku 2004. Do dnešní doby se z původních asi 70–80 náhrobních kamenů podařilo zachránit kolem třicítky náhrobků, z nichž nejstarší pochází z roku 1844. V roce 2006 byl areál prohlášen za nemovitou kulturní památku.
Ve vsi též stojí bývalá synagoga.